# Henri le Raspon
Pour les articles homonymes, voir Henri Raspe.
Henri Raspe IV, dit en français le Raspon sans doute de Raspenbourg (Rastenberg) en Thuringe, né en 1204 et mort le 16 février 1247 au château de la Wartbourg, est landgrave de Thuringe et comte palatin de Saxe de 1241 à sa mort. Il est un antiroi opposé à l'empereur Frédéric II et à son fils Conrad IV de Hohenstaufen.
À sa mort, la lignée des landgraves de Thuringe, descendants de Louis le Barbu, s'éteint, déclenchant la guerre de Succession de Thuringe. Finalement, la Thuringe passe à la maison de Wettin.

## Biographie
Henri est le troisième fils du landgrave Hermann Ier de Thuringe († 1217) et de sa seconde épouse Sophie de Wittelsbach (1170-1238), fille du comte Othon Ier de Bavière. Son frère aîné Louis IV prend la succession de leur père ; en 1228, il épouse Élisabeth de Brandebourg (de).

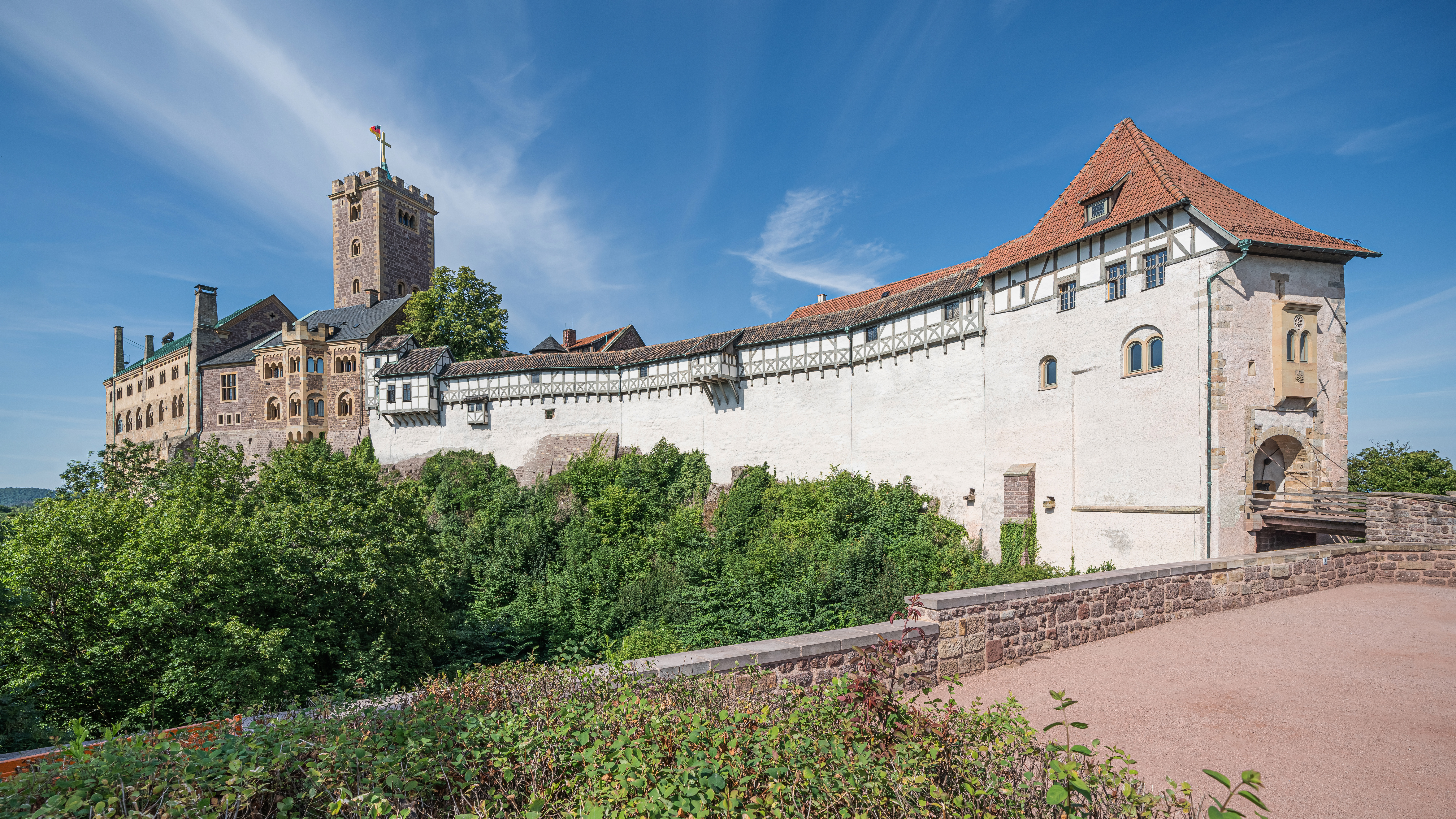
Le château de la Wartbourg.

Quand Louis meurt en partant à la sixième croisade, le 11 septembre 1227, Henri arrive au pouvoir sur le landgraviat de Thuringe en tant que régent et tuteur du landgrave Hermann II, le fils de cinq ans de Louis. Veuve à l'âge de vingt ans à peine, Élisabeth de Hongrie, la future sainte, refuse d'être remariée et Henri la chasse prétendument du château de la Wartbourg à Marbourg. Après la mort d'Élisabeth en 1231, le frère cadet de Henri, Conrad, est nommé comte de Gudensberg et seigneur des possessions en Hesse.
Henri succède en 1241 à son neveu Hermann II de Thuringe avec le titre de landgrave et de comte palatin de Saxe. Une légende noire prétend qu'il aurait fait assassiner son jeune neveu pour ceindre la couronne, bien qu'il n'existe pas de preuve manifeste.
Après la mort du pape Grégoire IX le 22 août 1241, Siegfried III von Eppstein, archevêque de Mayence et archichancelier pour la Germanie, se déclare ouvertement contre l'empereur Frédéric II de Hohenstaufen. L'année suivante, Frédéric nomme Henri conjointement au roi Venceslas Ier de Bohême procurateur impérial, chargés d'aider le jeune roi Conrad IV encore mineur à 14 ans.

## Roi des Romains

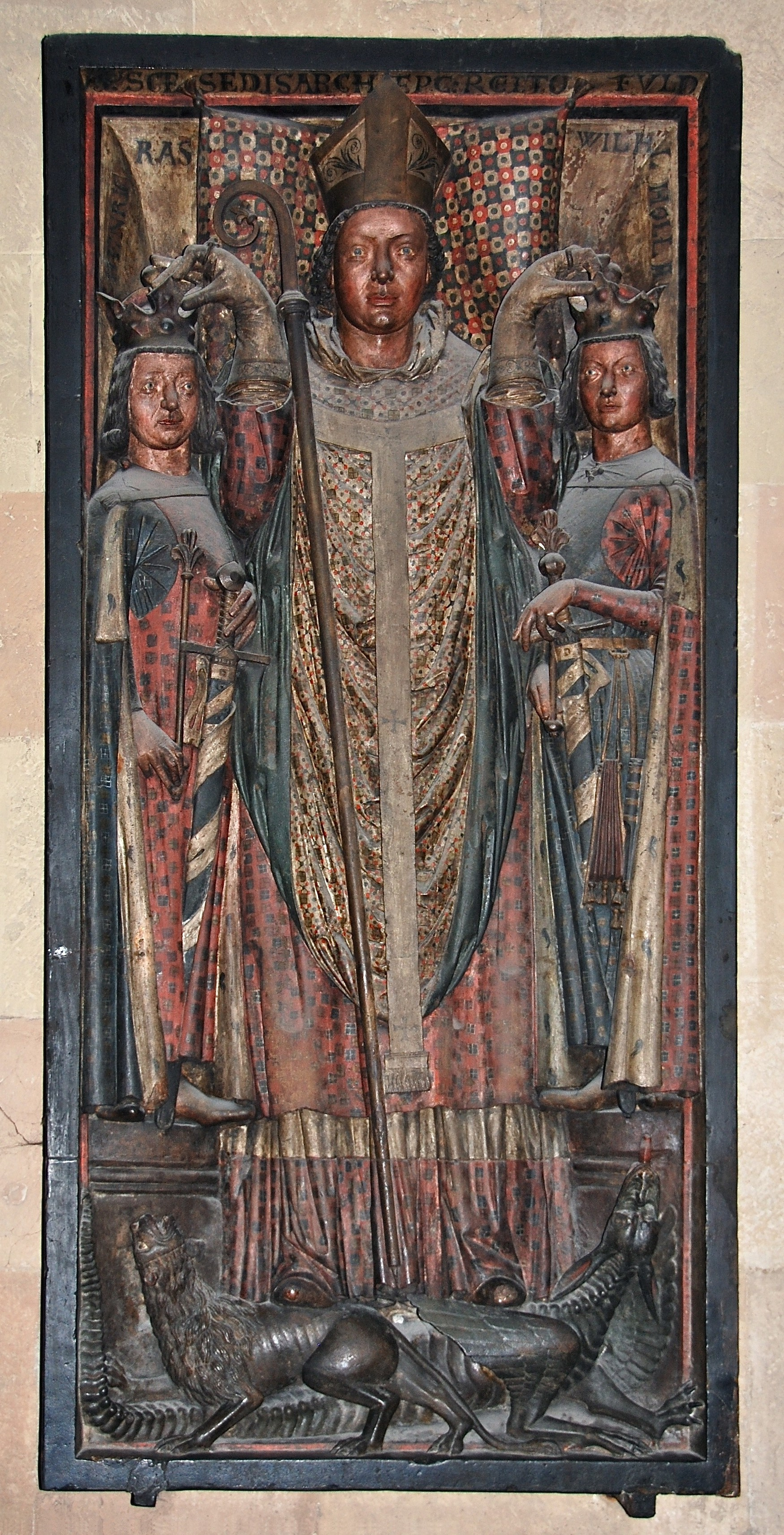
Monument funéraire de l'archevêque Siegfried III. von Eppstein : Siegfried (centre) couronne Henri le Raspon et Guillaume de Hollande.

Le 17 juillet 1245, au concile de Lyon, le pape Innocent IV fait proclamer la déposition de Frédéric II de ses titres d'empereur, de roi des Romains et de roi de Sicile, jugement touchant également son fils illégitime Enzio, roi de Sardaigne. Il délie tous ses sujets de leur fidélité au souverain excommunié.
Contre le parti impérial qui n'accepte évidemment pas cette décision et la conteste juridiquement, le pape cherche des concurrents à son adversaire, et pousse les électeurs ecclésiastiques, l'archevêque de Cologne Conrad de Hochstaden et celui de Mayence, Siegfried III, à élire un nouveau roi des Romains. Le 22 mai 1246 à Veitshöchheim près de Wurtzbourg, Henri est proclamé antiroi par une minorité de princes-électeurs. Pour cette raison, il est surnommé avec dédain le « roi des prêtres » (en allemand : Pfaffenkönig). De toute façon, il s'oppose ainsi à son ancien suzerain comme à son ancien protégé.
Le 5 août 1246, il défait près de Francfort sur la Nidda son rival Conrad IV, essentiellement parce qu'il avait su amener le comte Ulrich Ier de Wurtemberg de son côté. Il tient par la suite deux diètes, à Francfort et à Nuremberg. Conrad IV et son parti ne s'avouant pas vaincus, il mène campagne en Souabe, assiège Ulm sans succès, puis Reutlingen. Blessé dans une escarmouche à Reutlingen, il se retire au château de la Wartbourg et y meurt le 16 février 1247, sans laisser d'héritier mâle.
Sa mort déclenche la guerre de Succession de Thuringe (1247-1264), qui provoque l'éclatement du landgraviat de Thuringe : les régions attribuées à Henri l'Enfant de la maison de Brabant, fils de Sophie de Thuringe, forment le nouveau landgraviat de Hesse ; en 1265, le titre de landgrave de Thuringe et cette région propre vont à Albert, fils du margrave Henri III de Misnie de la maison de Wettin.

## Mariages
Henri eut trois épouses :
- avant le 16 mai 1228 : Élisabeth d'Ascanie (1206-1231), fille du margrave Albert II de Brandebourg[1] ;
- en 1238 : Gertrude de Babenberg (1210-1241), fille du margrave Léopold VI d'Autriche et de sa femme Theodora[1] ;
- le 10 mars 1241 : Béatrice de Brabant (1225-11 nov. 1288), fille du duc Henri II de Brabant et de sa première femme Maria von Hohenstaufen[1] (Henri de Brabant épouse en 1241 la nièce de Henri, Sophie de Thuringe[4]). Béatrice est enterrée à l'abbaye de Marquette près de Lille[1].

Tous ces mariages restent toutefois sans enfants. Après la mort de Henri, sa veuve Béatrice se remarie avec Guillaume III de Dampierre, comte de Flandre.